# La Libertad kommun, Francisco Morazán
La Libertad är en kommun i Honduras.   Den ligger i departementet Departamento de Francisco Morazán, i den sydvästra delen av landet, 50 km sydväst om huvudstaden Tegucigalpa. Antalet invånare är 2 682. Arean är 42 kvadratkilometer.
Terrängen i La Libertad är huvudsakligen kuperad.